# 有坂道子
有坂 道子（ありさか みちこ、1969年4月 - ）は、日本の歴史学者。専門は日本近世史、特に近世大坂における知識人社会の研究。京都橘大学准教授。有坂隆道（関西大学名誉教授）は父。

## 略歴
- 1992年 京都府立大学文学部卒業
- 1997年
  - 京都大学大学院文学研究科博士課程単位取得退学
  - 日本学術振興会特別研究員
- 1998年 京都大学大学院文学研究科助手
- 2001年 京都橘女子大学文学部講師
- 2007年 京都橘大学文学部准教授

## 著書
- 『京都大学文学部日本史研究室関係日記目録』（藤井譲治と共編）京都大学大学院文学研究科、2001年
- 『影写本『前田家所蔵文書』目録』（藤井譲治と共編）京都大学大学院文学研究科、2002年
- 『身分的周縁と近世社会5　知識と学問をになう人びと』（共著）吉川弘文館、2007